# John Hazen
John W. Hazen (Terre Haute, Indiana, 2 de marzo de 1927 - Phoenix, Arizona, 21 de octubre de 1998) fue un jugador de baloncesto estadounidense que disputó una temporada en la BAA, y otra más en la ABL. Con 1,88 metros de estatura, jugaba en la posición de base.

## Trayectoria deportiva

### Universidad
Jugó durante su etapa universitaria en los Sycamores de la Universidad Estatal de Indiana, a las órdenes del legendario John Wooden, alcanzando en 1948 la final de la NAIA.

### Profesional
En 1948 fichó por los Boston Celtics de la BAA, con los que únicamente llegó a disputar seis partidos en los que promedió 3,0 puntos. Tras ser despedido, terminó la temporada con los Hartford Hurricanes de la ABL, con los que promedió 5,5 puntos por partido.

## Estadísticas en la NBA

### Temporada regular
| Año     | Equipo | PJ | TC%  | TL%  | APP | PPP |
| ------- | ------ | -- | ---- | ---- | --- | --- |
| 1948–49 | Boston | 6  | .353 | .857 | .5  | 3.0 |
| Total   | Total  | 6  | .353 | .857 | .5  | 3.0 |